# Batalla de Mazocoba
La batalla de Mazocoba tuvo lugar el 18 de enero de 1900 en las inmediaciones de la localidad de Mazocoba en el estado de Sonora, México, entre elementos del Ejército Mexicano, al mando del coronel Lorenzo Ortiz y elementos del ejército yaqui comandados por Juan Maldonado Waswechia, más conocido como Tetabiate, durante la Guerra del Yaqui.

## Historia
Las fuerzas de ocupación por parte del gobierno federal comenzaron inmediatamente una campaña para perseguir a los guerrilleros que constantemente habían aumentado en número después de la defección de Juan Maldonado Waswechia "Tetabiate". El general Lorenzo Torres encabezó varias expediciones. El 18 de enero de 1900, tres columnas de sus soldados se encontraron con una partida Yaqui en el corazón de las montañas de  Bacatete. Los Yaquis, en su mayoría a pie, se concentraron en un accidentado cañón llamado de la Mazacoba en la montaña. Después del enfrentamiento que duró todo el día, los Yaquis cesaron los combates. 
Los soldados federales dieron muerte a 397 hombres, mujeres y algunos niños, "muchos" yaquis se habían suicidado saltando sobre los acantilados con el fin de no ser capturados. Alrededor de 1000 hombres, mujeres y niños fueron hechos prisioneros. En el encuentro, el general Torres informó de que había perdido 30 soldados y oficiales. Entre los muertos de los Yaquis se encontraba un hombre conocido  como "Opodepe", quien tenía fama de ser uno de los jefes supremos Yaqui y el "alma de la rebelión" para algunos. 
Las fuerzas del Ejército Mexicano al frente de Loreto Villa el 9 de julio de 1901 en el cerro de Mazocoba, un enfrentamiento con los yaquis y su derrota, murió Tetabiate, que fue sucedido por Juan María Sibalaume.
Después de la victoria federal en Mazocoba el Ejército Mexicano estimaba que todavía se encontraban 900 hombres guerrilleros yaqui en la montaña. Numerosas expediciones se llevaron a cabo contra la guerrilla durante los siguientes meses. Para finales de 1900, el general Torres estimó que solo quedaban 300 yaquis en armas en la montaña. 